# Campeonato Mundial de Atletismo de 2015 - Lançamento de dardo masculino
A prova do arremesso de dardo masculino do Campeonato Mundial de Atletismo de 2015  foi disputada entre 24 e 26 de agosto no Estádio Nacional de Pequim, em Pequim.

## Recordes
Antes desta competição, os recordes mundiais e do campeonato nesta prova eram os seguintes:
| Tipo                  | Atleta      | Distância | Local    | Data                 | Ref |
| --------------------- | ----------- | --------- | -------- | -------------------- | --- |
|                       | Jan Zelezný | 98.48     | Jena     | 25 de maio de 1996   | ver |
| Recorde do campeonato | Jan Zelezný | 92.80     | Edmonton | 12 de agosto de 2001 | ver |

## Medalhas
| Ouro              | Prata               | Bronze               |
| Julius Yego (KEN) | Ihab El-Sayed (EGY) | Tero Pitkämäki (FIN) |

## Cronograma
Todos os horários são locais (UTC+8).
| Data         | Hora  | Evento        |
| ------------ | ----- | ------------- |
| 24 de agosto | 19:00 | Eliminatórias |
| 26 de agosto | 19:05 | Final         |

## Resultados

### Eliminatórias
Qualificação: 83,00 m (Q) e pelo menos 12 melhores (q) avançam para a final. 
| Colocação | Grupo | Atleta                  | Nacionalidade     | #1    | #2    | #3    | Marca | Notas |
| --------- | ----- | ----------------------- | ----------------- | ----- | ----- | ----- | ----- | ----- |
| 1         | B     | Andreas Hofmann         | Alemanha          | 86.14 |       |       | 86.14 | Q, PB |
| 2         | A     | Ryohei Arai             | Japão             | 79.50 | 81.28 | 84.66 | 84.66 | Q, SB |
| 3         | B     | Julius Yego             | Quênia            | 80.79 | 84.46 |       | 84.46 | Q     |
| 4         | B     | Vítězslav Veselý        | Chéquia           | 83.63 |       |       | 83.63 | Q     |
| 5         | B     | Tero Pitkämäki          | Finlândia         | 79.67 | 83.43 |       | 83.43 | Q     |
| 6         | A     | Braian Toledo           | Argentina         | 83.32 |       |       | 83.32 | Q, NR |
| 7         | A     | Thomas Röhler           | Alemanha          | 81.73 | 78.70 | 83.23 | 83.23 | Q     |
| 8         | B     | Ihab El-Sayed           | Egito             | 82.85 | –     | –     | 82.85 | q     |
| 9         | A     | Antti Ruuskanen         | Finlândia         | x     | 82.20 | x     | 82.20 | q     |
| 10        | B     | Kim Amb                 | Suécia            | 81.63 | x     | –     | 81.63 | q     |
| 11        | B     | Risto Mätas             | Estónia           | 72.93 | 77.72 | 81.56 | 81.56 | q     |
| 12        | B     | Johannes Vetter         | Alemanha          | 79.40 | 79.48 | 80.86 | 80.86 | q     |
| 13        | B     | Tanel Laanmäe           | Estónia           | 76.79 | 73.90 | 80.65 | 80.65 |       |
| 14        | A     | Ari Mannio              | Finlândia         | 80.19 | 77.79 | x     | 80.19 |       |
| 15        | B     | Júlio César de Oliveira | Brasil            | 79.81 | 78.36 | 79.51 | 79.81 |       |
| 16        | A     | Lars Hamann             | Alemanha          | 79.56 | 77.78 | 76.44 | 79.56 |       |
| 17        | B     | Zhao Qinggang           | China             | x     | 79.47 | 75.77 | 79.47 | SB    |
| 18        | A     | Hamish Peacock          | Austrália         | 75.15 | 79.37 | 78.99 | 79.37 |       |
| 19        | B     | Rolands Štrobinders     | Letônia           | 79.11 | 76.88 | x     | 79.11 |       |
| 20        | A     | Jakub Vadlejch          | Chéquia           | 73.47 | 78.95 | x     | 78.95 |       |
| 21        | B     | Marcin Krukowski        | Polónia           | 78.91 | 77.11 | 78.91 | 78.91 |       |
| 22        | A     | Magnus Kirt             | Estónia           | 74.73 | 78.84 | 77.08 | 78.84 |       |
| 23        | A     | Stuart Farquhar         | Nova Zelândia     | 78.30 | x     | 77.53 | 78.30 |       |
| 24        | A     | Riley Dolezal           | Estados Unidos    | x     | 73.41 | 77.64 | 77.64 |       |
| 25        | A     | Dmitriy Tarabin         | Rússia            | 71.78 | 77.48 | 74.82 | 77.48 |       |
| 26        | A     | Keshorn Walcott         | Trinidad e Tobago | x     | 75.16 | 76.83 | 76.83 |       |
| 27        | B     | Huang Shih-feng         | Taipé Chinesa     | x     | 75.72 | x     | 75.72 |       |
| 28        | A     | Rocco van Rooyen        | África do Sul     | 70.38 | 75.55 | x     | 75.55 |       |
| 29        | B     | Sean Furey              | Estados Unidos    | x     | 72.64 | 75.01 | 75.01 |       |
| 30        | B     | Petr Frydrych           | Chéquia           | 73.77 | 74.24 | x     | 74.24 |       |
| 31        | A     | Sam Crouser             | Estados Unidos    | 70.47 | x     | 73.88 | 73.88 |       |
| 32        | B     | Valeriy Iordan          | Rússia            | 73.22 | x     | 73.43 | 73.43 |       |
| 33        | A     | Patrik Žeňúch           | Eslováquia        | 69.31 | x     | x     | 69.31 |       |

### Final
A final ocorreu às 19:05.
| Colocação         | Atleta           | Nacionalidade | #1    | #2    | #3    | #4    | #5    | #6    | Marca | Notas  |
| ----------------- | ---------------- | ------------- | ----- | ----- | ----- | ----- | ----- | ----- | ----- | ------ |
| Medalha de ouro   | Julius Yego      | Quênia        | x     | 82.42 | 92.72 | –     | –     | x     | 92.72 | WL, AF |
| Medalha de prata  | Ihab El-Sayed    | Egito         | 86.07 | 88.99 | x     | x     | x     | x     | 88.99 | SB     |
| Medalha de bronze | Tero Pitkämäki   | Finlândia     | 83.45 | 85.03 | 85.08 | 87.64 | 84.49 | 87.34 | 87.64 |        |
| 4                 | Thomas Röhler    | Alemanha      | 86.68 | 86.03 | 86.77 | 87.18 | 84.00 | 87.41 | 87.41 |        |
| 5                 | Antti Ruuskanen  | Finlândia     | 76.24 | 81.29 | 87.12 | 80.63 | 84.30 | x     | 87.12 |        |
| 6                 | Andreas Hofmann  | Alemanha      | 79.38 | 77.33 | 84.85 | 82.43 | x     | 86.01 | 86.01 |        |
| 7                 | Johannes Vetter  | Alemanha      | 83.79 | 81.98 | 80.28 | x     | 79.43 | x     | 83.79 |        |
| 8                 | Vítězslav Veselý | Chéquia       | 78.38 | x     | 83.13 | 81.45 | 82.98 | x     | 83.13 |        |
| 9                 | Ryohei Arai      | Japão         | 80.81 | 83.07 | x     |       |       |       | 83.07 |        |
| 10                | Braian Toledo    | Argentina     | 78.27 | 78.30 | 80.27 |       |       |       | 80.27 |        |
| 11                | Kim Amb          | Suécia        | 77.38 | 75.77 | 78.51 |       |       |       | 78.51 |        |
| 12                | Risto Mätas      | Estónia       | 75.79 | 70.10 | 76.79 |       |       |       | 76.79 |        |

Legenda
| Recorde mundial       | Recorde mundial (World record)               |                       | Recorde africano                      | Recorde africano (African) |                                           | Q | Classificado por posição (Qualified) |
| Recorde do campeonato | Recorde do campeonato (Championship record)  | Recorde da América    | Recorde da América (Americas)         | q                          | Classificado por melhor tempo (Qualified) |   |                                      |
| Melhor marca do ano   | Melhor marca do ano (World leading)          | Recorde asiático      | Recorde asiático (Asian)              | DNS                        | Não largou (Did not start)                |   |                                      |
| Recorde nacional      | Recorde nacional (National record)           | Recorde europeu       | Recorde europeu (European)            | DNF                        | Não terminou (Did not finish)             |   |                                      |
| Recorde pessoal       | Recorde pessoal do atleta (Personal best)    | Recorde da Oceania    | Recorde da Oceania (Oceania)          | DSQ / DQ                   | Desclassificado (Disqualified)            |   |                                      |
| Recorde da temporada  | Recorde da temporada do atleta (Season best) | Recorde sul-americano | Recorde sul-americano (South America) | NM                         | Sem marca (No mark)                       |   |                                      |